# Тимна
Тимна (рум. Tâmna) — село у повіті Мехедінць в Румунії. Входить до складу комуни Тимна.
Село розташоване на відстані 244 км на захід від Бухареста, 28 км на схід від Дробета-Турну-Северина, 69 км на північний захід від Крайови.

## Населення
За даними перепису населення 2002 року у селі проживали 475 осіб, усі — румуни. Усі жителі села рідною мовою назвали румунську.